# Aramus
Koordinaten: 40° 14′ 54″ N, 44° 39′ 11″ O
Aramus (früher Aramonk) ist ein Dorf in der armenischen Provinz Kotajk, etwa 20 Kilometer nordöstlich von Jerewan. Südlich des Dorfes liegt die gleichnamige eisenzeitliche Befestigungsanlage Aramus, die zu den größten und besterhaltenen Fundorten Armeniens gehört und einen Schlüsselfundort für die Erforschung der Bronze- und Eisenzeit in dieser Region darstellt. Besonders hervorzuheben sind die Untersuchungen zur Eisenzeit, die eine kontinuierliche  Nutzung der Anlage und dazugehörigen Siedlungsareal vom 10.-4. Jahrhundert v. Chr. belegen. Dabei ist das Nebeneinander lokaler (sog. Etiuni) und urartäischer Kulturmerkmale in den materiellen Hinterlassenschaften während der mittleren Eisenzeit zu erkennen.

## Lage
Aramus liegt auf 1496 Meter Höhe südlich der Stadt Abowjan nahe der Straße zwischen Jerewan und dem Nordufer des Sewansees, fünf Kilometer nordöstlich von Elar auf einem Ausläufer des Gegam-Gebirges.

## Name
Der Name leitet sich vom sagenumwobenen König Aram und seiner – in einer Schlacht verletzten – Schulter ab. Das armenische Arami us bedeutet wörtlich „Arams Schulter“. Nach einer anderen Überlieferung war Aramonk der Ort, wo die Königin Schamiram (Semiramis) den Leichnam Aras des Schönen fand.

## Siedlungshügel
Der Siedlungshügel wird aus einem natürlichen, von Osten nach Westen verlaufenden, langgestreckten Basaltrücken von ca. 50 Meter Höhe und beinahe 900 Meter Länge gebildet, der etwa in der Mitte durch einen Sattel in zwei Bereiche unterteilt wird. Die an der Oberfläche sichtbaren Festungsmauern schließen den östlichen Felsrücken sowie die vorgelagerten Nord- und Südhänge ein. Der Hangbereich zwischen der sogenannten Akropolis und dem sogenannten Stadtgebiet auf der Nord- und Südterrasse ist ebenfalls durch eine Terrassierungsmauer gekennzeichnet, die Ausdruck einer intensiven Siedlungsaktivität sind.
Smith und Kafadarian nehmen an, dass die urartäische Festung, ähnlich wie Zovinar und Horom (Dovri) in einem sogenannten „Grenzstil“ erbaut wurden, der Elemente der einheimischen eisenzeitlichen Baupraxis aufnimmt.
Der armenische Katholikos David I. Aramonetsi (728–741) verlegte  seinen Amtssitz nach der arabischen Eroberung Armeniens 728 von Dvin nach Aramus. Neben einem Kloster wurde hier auch ein Palast erbaut. Heute steht nur noch die Kirche Tsiranavor aus dem 6. Jahrhundert. Sie wurde vielleicht durch den Katholikos Hovhan erbaut. Im Dorf befinden sich ferner Khachkare aus dem 13.–14. Jahrhundert.

## Forschungsgeschichte
Die Festungsanlage von Aramus wurde erstmals von Vanzandian im Jahre 1979 publiziert. 1988 folgten Untersuchungen am westlichen Teil der „Akropolis“ durch Hayk Avetissian. Seit 2004 finden jährlich Ausgrabungen unter der Leitung von Hayk Avetissian vom Department of History an der Staatlichen Universität Jerewan und Sandra Heinsch und Walter Kuntner vom Institut für Alte Geschichte und Altorientalistik, Fachbereich Vorderasiatische Archäologie an der Universität Innsbruck statt. Der Schwerpunkt der Untersuchungen in den Jahren 2004–2008 lag auf der Ostburg der Anlage, während in den Jahren 2009 und 2010 die Nord-, Süd- und Westburg untersucht wurden.